# 第61届戛纳电影节
第61屆坎城影展於2008年5月14日至5月25日在法國坎城節慶宮舉行，法國電影《我和我的小鬼們》是繼1987年《惡魔天空下》之後，再度由法國影片奪下金棕櫚獎。本屆評審團主席由美國導演、演員西恩·潘擔任。

## 得獎名單
本屆坎城影展頒獎典禮於5月25日舉行。

### 正式競賽長片
- 金棕櫚獎：《我和我的小鬼們》 - 洛宏·康鐵
- 評審團大獎：《娥摩拉罪惡之城》 - 馬提歐·加洛尼
- 最佳導演獎：努里·比格·錫蘭 - 《三隻猴子（土耳其語：Üç Maymun）》
- 最佳劇本獎：尚-皮耶·達頓、盧·達頓 - 《沈默的羅娜（法语：Le Silence de Lorna）》
- 最佳女演员奖：桑德拉·寇維洛尼（英语：Sandra Corveloni） - 《越線（葡萄牙語：Linha de Passe (filme)）》
- 最佳男演员奖：班尼西歐·狄奧·托羅 - 《切》
- 評審團獎：《政壇風雲（義大利語：Il divo (film)）》 - 保羅·索倫提諾

### 金攝影機獎
- 金攝影機獎：《飢餓（英语：Hunger (2008 film)）》 － 史提夫·麥昆

### 一種注目單元
- 最佳影片：《圖班嫁給我（英语：Tulpan）》 - 謝爾蓋·德沃爾采沃伊
- 評審團獎：《東京奏鳴曲》 - 黑澤清
- 評審團心動獎：《靈慾九重天（英语：Cloud 9 (2008 film)）》 - 安卓·爵森
- 最有希望獎：《瘋狗強尼》 - 吉恩-史蒂芬·蘇維禾（英语：Jean-Stéphane Sauvaire）
- 最K.O.獎：《泰森》 - 詹姆斯·托貝克（英语：James Toback）

### 特別獎
- 影展特別獎：凱撒琳·丹尼芙、克林特·伊斯特伍德

### 獨立單位獎項
- 費比西獎：
  - 正式競賽單元：《三角洲（英语：Delta (2008 film)）》 － 穆恩德秋·柯諾
  - 一種注目單元：《飢餓（英语：Hunger (2008 film)）》 － 史提夫·麥昆
  - 導演雙週單元：《萬事不美好？（英语：Eldorado (2008 film)）》 － 卜力·藍內（英语：Bouli Lanners）
- 蕭邦最具潛質演員獎（英语：Trophée Chopard）：
  - 湯唯《色，戒》
  - 歐瑪・麥瓦利（英语：Omar Metwally）《關鍵危機（英语：Rendition (film)）》

## 評審團

### 正式競賽
- 西恩·潘：演員、導演。（評審團主席）
- 珍娜·巴麗芭（法语：Jeanne Balibar）：演員。
- 雷契·鮑查（法语：Rachid Bouchareb）：導演、製片。
- 塞吉歐·卡斯特里托（義大利語：Sergio Castellitto）：演員。
- 艾方索·柯朗：導演。
- ／ 亚历山德拉·玛丽亚·拉那：演員。
- 娜塔丽·波特曼：演員。
- ／ 玛嘉·莎塔琵：漫畫家、導演。
- 阿比查邦·魏拉希沙可：導演。

### 一種注目
- 法提·阿金：導演。（評審團主席）
- 安諾帕馬·喬普拉：作家。
- 亞瑟·莫賀卜：影評人。
- 葉卡捷琳娜·穆齊圖里澤（俄语：Мцитуридзе, Екатерина Акакиевна）：記者。
- 侯塞·馬利亞·普拉多：西班牙電影資料館館長。

### 短片競賽／電影基石
- 侯孝賢：導演。（評審團主席）
- 奧利維耶·阿薩亞斯：導演、編劇。
- 蘇珊娜·比爾：導演、編劇。
- 瑪莉娜·漢斯（法语：Marina Hands）：演員。
- 勞倫斯·卡迪什：策展人。

### 金攝影機獎
- 布魯諾·杜蒙：導演、編劇。（評審團主席）
- 伊莎貝爾·丹奈爾（法语：Isabelle Danel）：影評。
- 讓-米歇爾·傅東（法语：Jean-Michel Frodon）：影評。
- 莫妮克·庫爾丁：工業技術聯合會成員。
- 威利·寇蘭特（法语：Willy Kurant）：攝影。
- 吉恩-亨利·羅傑（法语：Jean-Henri Roger）：導演。

## 官方單元
- 開幕片：《盲流感（英语：Blindness (2008 film)）》– 費南多·梅雷萊斯（Blindness）
- 閉幕片：《顛覆瘋雲（英语：What Just Happened (2008 film)）》– 巴瑞·李文森（What Judt Happened）

### 正式競賽
| 中文片名                                    | 原文片名                                          | 導演                        | 製作國                 |
| ------------------------------------------- | ------------------------------------------------- | --------------------------- | ---------------------- |
| 《二十四城記》                              | 《二十四城記》                                    | 賈樟柯                      | 中国                   |
| 《愛慕拼圖》                                | Adoration                                         | 艾騰·伊格言                 | 加拿大                 |
| 《盲流感》                                  | Blindness                                         | 費爾南多·梅里爾斯           | 巴西、 加拿大          |
| 《陌生的孩子》                              | Changeling                                        | 克林·伊斯威特               | 美国                   |
| 《切》 （上：28歲的革命；下：39歲的告別信） | Che (Part I: The Argentine and Part II: Guerilla) | 史蒂芬·索德柏               | 西班牙、 德国、 美国   |
| 《屬於我們的聖誕節》                        | Un conte de Noël                                  | 阿諾·戴普勒尚               | 法國                   |
| 《我和我的小鬼們》                          | Entre les murs                                    | 羅宏·康特                   | 法國                   |
| 《三角洲》                                  | Delta                                             | 穆恩德秋·柯諾               | 匈牙利                 |
| 《政壇風雲》                                | Il Divo                                           | 保羅·索倫提諾               | 義大利                 |
| 《黎明前與妳相遇》                          | La frontière de l'aube                            | 菲利普·卡黑                 | 法國                   |
| 《娥摩拉罪惡之城》                          | Gomorra                                           | 馬提歐·加洛尼               | 義大利                 |
| 《失憶薇若妮卡》                            | La mujer sin cabeza                               | 露柯希亞·馬泰               | 阿根廷                 |
| 《母獅的牢籠》                              | Leonera                                           | 帕布洛·查比羅               | 阿根廷、 巴西、 西班牙 |
| 《越線》                                    | Linha de Passe                                    | 華特·薩勒斯 丹尼爾拉·湯瑪斯 | 巴西                   |
| 《魔法阿爸》                                | My Magic                                          | 邱金海                      | 新加坡                 |
| 《帕勒摩獵影》                              | Palermo Shooting                                  | 文·溫德斯                   | 德国、 法國、 義大利   |
| 《高潮滿座》                                | Serbis                                            | 布里蘭特·曼多薩             | 菲律賓                 |
| 《沈默的羅娜》                              | Le Silence de Lorna                               | 尚-皮耶·達頓 盧·達頓        | 比利时、 義大利、 德国 |
| 《紐約浮世繪》                              | Synecdoche, New York                              | 查理·考夫曼                 | 美国                   |
| 《三隻猴子》                                | Üç Maymun                                         | 努里·比格·錫蘭              | 土耳其                 |
| 《紐約愛情故事》                            | Two Lovers                                        | 詹姆士·葛雷                 | 美国                   |
| 《與巴席爾跳華爾滋》                        | ואלס עם באשיר                                     | 阿里·福爾曼                 | 以色列、 德国、 法國   |

### 一種注目
| 中文片名               | 原文片名                | 導演                            | 製作國                                                          |
| ---------------------- | ----------------------- | ------------------------------- | --------------------------------------------------------------- |
| 《東京狂想曲》         | Tokyo!                  | 奉俊昊 米歇·龔德里 李歐·卡霍    | 法國、 德国、 日本、                                            |
| 《放學後》             | Afterschool             | 安東尼奧·坎波斯                 | 美国                                                            |
| 《停車》               | 《停車》                | 鍾孟宏                          | 臺灣                                                            |
| 《自我牛仔》           | ซอยคาวบอย               | 湯瑪斯·克萊（Thomas Clay）                 | 泰國、 英国                                                     |
| 《現代生活》           | La Vie moderne          | 雷蒙·德帕登                     | 法國                                                            |
| 《極樂九重天》         | Wolke 9                 | 安卓·爵森                       | 德国                                                            |
| 《圖班嫁給我》         | Тюльпан                 | 謝爾蓋·德沃爾采沃伊             | 、 德国                                                         |
| 《壞蛋》               | Los bastardos           | 阿瑪特·艾斯卡藍特               | 墨西哥、 法國、 美国                                            |
| 《奧霍頓》             | O' Horten               | 班特·哈默                       | 挪威                                                            |
| 《海之鹽》             | ملح هذا البحر           | 安娜瑪麗·雅西爾                 | 法國、 以色列、 巴勒斯坦、 美国、 荷蘭、 西班牙、 比利时、 瑞士 |
| 《我想看看》           | Je veux voir            | 哈利勒·喬雷吉 喬安娜·哈吉托馬斯 | 法國、 黎巴嫩                                                   |
| 《東京奏鳴曲》         | トウキョウソナタ        | 黑澤清                          | 日本                                                            |
| 《一半海水，一半火燄》 | 《一半海水，一半火燄》  | 劉奮鬥                          | 香港、 中国                                                     |
| 《死亡少女之慶》       | A Festa da Menina Morta | 麥瑟士·納特蓋                   | 巴西                                                            |
| 《人生中的不可抗力》   | De ofrivilliga          | 魯本·奧斯倫                     | 瑞典                                                            |
| 《溫蒂與露西》         | Wendy and Lucy          | 凱莉·萊卡特                     | 美国                                                            |
| 《瘋狗強尼》           | Johnny Mad Dog          | 尚-史蒂芬·蘇維禾                | 法國、 比利时、 利比里亚                                        |
| 《凡爾賽》             | Versailles              | 皮埃爾·蘇勒                     | 法國                                                            |
| 《泰森》               | Tyson                   | 詹姆斯·托貝克                   | 美国                                                            |

## 外部連結
- 康城影展官方網站 （页面存档备份，存于）